# Barbara Wiernik
Barbara Wiernik (* 1974) ist eine belgische Jazzsängerin, Liedtexterin und Komponistin.

## Werdegang
Wiernik studierte Jazz in Antwerpen und am Königlichen Konservatorium Brüssel bei Norma Winstone, David Linx sowie Diederik Wissels, Kenny Wheeler und Kris Defoort. Weiter nahm sie Unterricht in südindischem Gesang bei R. A. Ramamani.
Gemeinsam mit dem Keyboarder Jozef Dumoulin spielte sie im Jahr 2000 ein erstes Album ein; dann nahm sie an Projekten von Alexandre Furnelle, Manu Hermia, Giacomo Lariccia und Marie-Sophie Talbot teil und gründete das Trio PiWiZ (Jacques Pirotton, Wiernik, Pirly Zurstrassen). Mit ihrem Album Soul of Butterflies errang sie die Aufmerksamkeit der belgischen Szene. Dann arbeitete sie im Trio WRAP! mit Jean-Louis Rassinfosse und dem Gitarristen Alain Pierre, das 2014 mit Endless ein erstes Album bei Igloo Records veröffentlichte. 
Daneben verfolgte sie das Trio Winter Sweet mit dem Trompeter Jean-Paul Estiévenart und dem Pianisten Bram De Looze sowie ein Duo mit der Sängerin Kristina Fuchs. Im Projekt Les 100 ciels de Barbara Wiernik arbeitet sie mit 13 Musikern aus verschiedenen Genres zusammen. Auch betreibt sie ein Duo mit dem italienischen Pianisten Nicola Andrioli. Weiterhin wirkte sie mit Marco Locurcio, Pierre Van Dormael, Nathalie Loriers, Michel Hatzigeorgiou, Bart Defoort und Jeroen Van Herzeele.

## Diskographische Hinweise
- Barbara Wiernik & Jozef Dumoulin: Eclipse, Mogno 2001 (mit Hugo Read sowie Ramesh Shotham)
- Zustrassen Wiernik Pirroton: PiWiZ trio Home Records, 2009
- Soul of Butterflies, AZ 2009
- Barbara Wiernik & Nicola Andrioli: Complicity, Spinach Pie Records